# Semeniwka (rejon obuchowski)
Semeniwka (ukr. Семенівка) – wieś na Ukrainie, w obwodzie kijowskim, w rejonie obuchowskim, w hromadzie Obuchów. W 2001 liczyła 597 mieszkańców, spośród których 592 wskazało jako ojczysty język ukraiński, a 5 rosyjski.